# ویلیام روزکرانس
ویلیام روزکرانس (انگلیسی: William Rosecrans; ۶ سپتامبر ۱۸۱۹ – ۱۱ مارس ۱۸۹۸) سیاست‌مدار، افسر (ارتش)، و دیپلمات اهل ایالات متحده آمریکا بود.